# Блэнару, Спиру
Спиру Блэнару (рум. Spiru Blănaru; 23 июня 1919, Крэешти, Ковурлуй, Королевство Румыния — 16 июля 1949, Тимишоара, Румынская Народная Республика) — румынский националист-легионер, антикоммунистический повстанец. Командовал активным партизанским отрядом в горах Баната. В столкновении с Секуритате попал в плен, приговорён к смертной казни и расстрелян. После Румынской революции 1989 признан борцом с тоталитарным режимом.

## Юрист-легионер
Родился в деревенской семье из Западной Молдавии. Окончил юридический факультет Ясского университета. Придерживался националистических и антикоммунистических взглядов. Возглавлял на факультете легионерское Братство креста. Во время Второй мировой войны был мобилизован в румынскую армию, ранен на Восточном фронте.
Вернувшись в Румынию, Спиру Блэнару обучался в офицерском училище Лугожа. Некоторое время работал адвокатом в Бухаресте. После прихода к власти Румынской компартии Блэнару как юрист-легионер оказался в разработке коммунистических органов госбезопасности — с 1948 Секуритате. Перебрался на жительство в Банат, женился на дочери легионерского активиста Николае Хореску. Жил на полулегальном положении в селе Домашня (жудец Караш-Северин). В браке с женой Марией имел сына Корнелиу.

## Партизанский командир

### Отряд
В начале 1948 Спиру Блэнару сформировал в Банатских горах антикоммунистический партизанский отряд. Ядро повстанческого формирования Блэнару составили единомышленники-легионеры, но вступали и национал-цэрэнисты, национал-либералы, бывшие военные, беспартийные крестьяне-антикоммунисты. Сохранились высказывания Блэнару о преодолении расколов и единении на основе патриотизма и христианства. Ближайшими соратниками Блэнару стали нотариус Георге Ионеску (национал-либерал), военный лётчик Петре Домашняну, сельский врач Гаврилэ Милос, крестьяне Янас Грозэвеску, Михай Мостер, Ромулус Марицеску. Многие в отряде были родственниками — в том числе Николае Хореску, его дочь Анишоара, братья Домашняну, братья Пушкицэ.
Организационные основы антикоммунистического движения в Банате заложил профессор-легионер Филон Верка, перебравшийся в Западную Германию. Его политическим уполномоченным в Румынии выступал журналист-легионер Захария Мариняса. Верка предоставил в распоряжение Блэнару сеть поддержки, организовал доставку двух пулемётов. Основное вооружение состояло из винтовок, пистолетов и гранат. Действовал отряд в горных местностях Караш-Северина, в основном в окрестностях Домашни и Тереговы. Расчёт строился на будущую американскую помощь: это казалось логичным в условиях советской оккупации Румынии.
Первоначально был принят наступательный стиль — активные атаки, нападения на функционеров РКП, МВД и РЖД. Спиру Блэнару наладил оперативную координацию с отрядом Иона Уцэ — бывшего армейского полковника и национал-цэрэниста (хотя в недавние годы Уцэ был префектом и по приказу маршала Антонеску преследовал легионеров). Установилась связь и с формированием Иоана Карлаонца в Олтении.
Жёсткие зачистки Секуритате, расправы с населением вынудили перейти к оборонительной тактике. После ареста Маринясы в марте 1948 партизанский суд под председательством Блэнару и Домашняну заочно приговорил к смертной казни министра внутренних дел РНР Теохари Джорджеску. Но совершить покушение не удалось.

### Бои
12 января 1949 милиция арестовала двух партизан. Оба были доставлены в Терегову. Вечером того же дня Блэнару, Ионеску и ещё десять бойцов атаковали милицейский пост. Сопротивление милиционеров было подавлено пулемётным огнём и гранатами — из пулемёта стрелял адвокат Блэнару, гранаты бросал нотариус Ионеску. Обоих арестованных удалось отбить и освободить. Партизаны организованно отошли с захваченным оружием и через день отбили у милицейского конвоя ещё одного арестованного.
Дерзкие акции в отдалённой провинции вызвали тревогу коммунистических властей в Бухаресте. Министр Джорджеску особо ставил «проблему Тереговы» на совещании в МВД. В Терегову и ключевые пункты Караш-Северина были направлены карательные батальоны. В Карансебеше учреждено контрповстанческое Объединённое командование. Непосредственное руководство осуществлял генерал госбезопасности Ион Бэженару под личным контролем начальника Секуритате Георге Пинтилие. В ночь на 8 февраля был убит в перестрелке Ион Уцэ, арестован Петре Домашняну. Зачистки Секуритате отличались жестокостью — произвольные аресты, пытки, взятие заложников. Такими методами удавалось установить места базирования и захватить в плен восемь бойцов. Ещё несколько партизан погибли в боестолкновениях.
21 февраля 1949 партизаны взяли в плен двух коммунистов — осведомителей Секуритате. Они предстали перед импровизированным повстанческим судом, были приговорены к смертной казни и расстреляны. На следующий день, 22 февраля 1949, произошло крупное боестолкновение на горной вершине Петреле-Албе.
Против трёх десятков партизан были брошены несколько сотен солдат Секуритате, командовал сводной группировкой лейтенант госбезопасности Георге Василе Айлоайей . Общее командование партизанами принял Георге Ионеску, Спиру Блэнару при пулемёте возглавлял левый фланг. Бой продолжался с утра до поздней ночи. Блэнару успешно держал оборону, атакующие вынуждены были отступить. Секуристам удалось прорвать правый фланг, но окружить и уничтожить отряд они не смогли. Партизаны потеряли двух человек убитыми и двух пленными. Потери секуристов тоже были единичны, но превышали партизанские.
После боя партизаны организованно отступили в боевом порядке. Учитывая многократное превосходство сил Секуритате, исход боя оценивается историками как партизанская победа.

## Плен и казнь
Ионеску и Блэнару решили разделить отряд и отходить небольшими группами. Блэнару и ещё несколько человек пытались переждать в горах близ селения Фенеш. 12 марта 1949 им пришлось спуститься за продуктами в Фенеш, в дом партизана Иона Караймана. Однако тесть Кайрамана оказался осведомителем Секуритате. По его сигналу подтянулась группа захвата. В перестрелке Ион Кайраман и ещё двое партизан были убиты, Спиру Блэнару ранен, взят в плен и доставлен в тюрьму Карансебеша. После захвата командира отряд Блэнару был ликвидирован к 1 апреля 1949.
Первоначально предполагалось устроить в Бухаресте большой процесс над несколькими партизанскими командирами — Спиру Блэнару, Николае Дабижей, Петре Домашняну, Ионом Тэнасе, Петре Пушкицэ, Ромулусом Маритеску и другими — но это оказалось сложно. Военный суд над банатскими партизанами проходил в Тимишоаре под председательством подполковника Симиона Стэнеску.
25 июня 1949 вынесен вердикт: Спиру Блэнару, Петре Домашняну, Ромулус Марицеску, Петре Пушкицэ, Ион Тэнасе приговорены к смертной казни, семь человек — к лагерному заключению (они также были убиты). Перед концом Блэнару оставил записи с призывом к румынскому единству в борьбе с коммунизмом. 16 июля 1949 Спиру Блэнару и его соратники расстреляны в тимишоарском парке Педуря-Верде. Местонахождение могилы неизвестно. Иногда называется другая дата смерти: 25 июня.

## Семья и память
Мария Хореску-Блэнару с трёхлетним сыном Корнелиу подверглись депортации в Добруджу, жили сначала на строительстве канала Дунай — Чёрное море, потом в колхозе. Освобождены в 1956, вернулись в Домашню. Находились под наблюдением Секуритате. Николае Хореску перед этим отбыл восемь лет заключения и три года принудительных работ, его дочь Анишоара — семь лет заключения.
После антикоммунистической Румынской революции 1989 Спиру Блэнару, как и другие партизаны-антикоммунисты, признан борцом против тоталитарной диктатуры. Ему и его соратникам воздвигнуты памятники в Падуря-Верде, Терегове, Карансебеше, его именем названа улица в Тимишоаре. Мария Хореску-Блэнару и Корнелиу Блэнару-младший организовали своеобразное объединение родственников погибших партизан. Сын Блэнару встречал в Тимишоаре Филона Верку.